# Slavia Ruda Śląska (piłka nożna)
Slavia Ruda Śląska – klub piłki nożnej z Rudy Śląskiej, powstały w 1919 roku.

## Informacje ogólne
- Pełna nazwa: Klub Sportowy Slavia Ruda Śląska
- Rok założenia: 1919
- Barwy: biało-niebieskie
- Sekcje:

-piłka nożna;
-tenis ziemny;
-podnoszenie ciężarów;
-kolarstwo;
- Stadion: przy ul. Ernesta Pohla

pojemność - 8000 (500 siedzących)
oświetlenie - brak
wymiary - 100 m x 58 m
- Boisko treningowe ze sztuczną nawierzchnią: przy ul. Ernesta Pohla

oświetlenie - tak
wymiary - 60 m x 40 m
- Adres stadionu: ul. Ernesta Pohla 1, Ruda Śląska
- Siedziba klubu: Hala sportowa MOSiR w Rudzie Śląskiej, ul. Bytomska 13
- Prezes: Jacek Dudka

## Historia
Klub w 1919 roku nosił nazwę Strzała Ruda, od 1924 roku Slavia Ruda, w czasie II Wojny Światowej jako Sport Club 1910 Ruda. 28 lutego 1945 r. reaktywowano KS Slavia Ruda. 27 lutego 1949 r., po fuzji z Naprzodem Ruda klub nazwano Zakładowy Klub Sportowy Górnik Ruda. Do nazwy Slavia Ruda wrócono w 1958 roku, a po włączeniu Rudy do nowo utworzonego Miasta Ruda Śląska, tj. od 1959 r., klub funkcjonuje pod obecną nazwą.

## Skład I drużyny
Stan na koniec roku 2024. Źródło: Slavia
| Nr | Poz. | Piłkarz              |
| -- | ---- | -------------------- |
| 1  | BR   | Arek Latka           |
| 12 | BR   | Filip Łukasiewicz    |
| -- | BR   | Kuba Milbrant        |
| 4  | OB   | Patryk Brzostek      |
| 13 | OB   | Melody Akujuobi      |
| 18 | OB   | Paweł Gola           |
| 16 | OB   | Kamil Czyba          |
| 5  | OB   | Adam Seiler          |
| 3  | OB   | Konrad Rudnicki      |
| 23 | OB   | Jakub Wagner         |
| 6  | OB   | Jakub Dolecki        |
| 23 | OB   | Kewin Harańczyk      |
| 7  | PO   | Dawid Hewlik         |
| 19 | PO   | Karol Byrski         |
| 20 | PO   | Sebastian Skut       |
| 8  | PO   | Adrian Jamka         |
| 2  | PO   | Fabrizio Borgomastro |
| 11 | PO   | Michał Tałady        |
| 17 | PO   | Andrii Shulha        |
| 14 | PO   | Denys Terenkovskyi   |
| 10 | NA   | Łukasz Witor         |
| 15 | NA   | Kordian Rusz         |
| 9  | NA   | Dawid Paprotny       |
| -- | NA   | Denis Ivo            |
| -- | NA   | Wiktor Tofil         |

Stan na 24 marca 2024. Źródło: Slavia
| Nr | Poz. | Piłkarz            |
| -- | ---- | ------------------ |
| 1  | BR   | Arek Latka         |
| 12 | BR   | Seweryn Kempny     |
| 4  | OB   | Patryk Brzostek    |
| 13 | OB   | Melody Akujuobi    |
| 18 | OB   | Paweł Gola         |
| 16 | OB   | Jakub Mikołajczyk  |
| 5  | OB   | Adam Seiler        |
| 3  | OB   | Radek Kowynia      |
|    | OB   | Szymański Marek    |
| 23 | OB   | Jakub Wagner       |
| 6  | OB   | Jakub Dolecki      |
|    | OB   | Vadym Kuhuk        |
| 7  | PO   | Dawid Hewlik       |
| 19 | PO   | Michał Kowalczyk   |
| 20 | PO   | Sebastian Skut     |
| 8  | PO   | Jakub Barteczko    |
| 2  | PO   | Grzegorz Kałużny   |
| 11 | PO   | Michał Tałady      |
| 17 | PO   | Andrii Shulha      |
| 14 | PO   | Denys Terenkovskyi |
| 10 | NA   | Łukasz Witor       |
| 15 | NA   | Kordian Rusz       |
| 9  | NA   | Dawid Paprotny     |

## Sztab szkoleniowy I drużyny
Stan na 25.03.2024
- Trener - Marcin Rejmanowski
- Asystent trenera – -----------
- Kierownik drużyny – Bogusław Wardas
- Fizjoterapeuta – Andrzej Grosman

## Wychowankowie Slavii
- Ernest Pohl – polski piłkarz, reprezentant Polski
- Władysław Żmuda (ur. 1939) – polski piłkarz i trener piłkarski
- Michał Koj – polski piłkarz grający na pozycji obrońcy, ma za sobą występy w Pogoni Szczecin, Ruchu Chorzów oraz Górniku Zabrze.
- Marian Zalastowicz – piłkarz grający w Górniku Zabrze

Klub to matecznik dwóch wybitnych piłkarzy: Ernesta Pohla (inaczej Pola) i Władysława Żmudy. Wychowankowie Slavii mogą poszczycić się nie lada osiągnięciami. Ernest Pohl – reprezentant Polski w latach 1955–1965. Uczestnik Letnich Igrzysk Olimpijskich w Rzymie w 1960 roku. Trzykrotny król strzelców rozgrywek I ligi (1954, 1959, 1961) oraz członek i lider Klubu 100 z dorobkiem 186 bramek. Władysław Żmuda – w 1964 r. awansował ze Śląskiem Wrocław do I ligi (z kapitańską opaską na ramieniu). Łącznie w ekstraklasie zagrał 80 razy. Pod wodzą trenera Żmudy wrocławski klub zdobył Puchar Polski oraz tytuł Mistrza Polski w 1976 roku. Prowadził takie kluby jak: Górnik Zabrze, Katowice, Widzew Łódź, Ruch Chorzów i Espérance Tunis.

### Osiągnięcia
- 6. miejsce w II lidze – 1962